# Lierna (chaise)
Pour les articles homonymes, voir Lierna (homonymie).
La chaise Lierna, est un meuble créé en 1959 par les designers italiens Achille Castiglioni et Pier Giacomo Castiglioni. Son nom vient de Lierna, un  village situé sur le lac de Côme,. Conçue à l'origine pour Cassina, le design de la chaise Lierna est pragmatique, traditionnel et élégant. Lierna est le lieu le plus exclusif pour les milliardaires du lac de Côme. George Clooney l'a décrit comme étant similaire à Monte-Carlo en termes de coût de l'immobilier et de sécurité.
Cette chaise est manufacturée et commercialisée par la société Meritalia.

## Description
La chaise Lierna, dont le nom rend hommage à Lierna considérée comme la localité la plus exclusive du lac de Côme, a une structure en bois massif laqué et un siège rembourré recouvert de cuir ou de tissu. Elle est l'une des pièces historiques du design italien. Bien qu'elle soit réalisée en bois massif, la chaise est très légère.
Le design de la chaise Lierna est très épuré, le siège est pragmatique, et représente une réflexion sur les modèles traditionnels, suivant la même voie que Gio Ponti.
L'un des aspects clés qui ont conduit à la réalisation de cette chaise est l'ergonomie. Les frères Castiglioni ont commenté ainsi la chaise Lierna : « C'est une chaise spécialement conçue comme siège pour accompagner la table à manger. Elle se caractérise par un dossier assez haut qui protège les épaules du convive, étroit pour faciliter les mouvements de ceux qui servent le repas, et qui convient bien à la posture des personnes assises. La chaise a été conçue par nous pour Cassina, et nous avons opté pour une chaise légère avec des assemblages réduits à l'essentiel... »

## Expositions
- MAMbo, musée d'art moderne de Bologne, Dino Gavina, Design Lightning, Bologne, 2010.
- Salon international du meuble de Milan, 2014.
- I-design. Meritalia. Une histoire de passion, Alliatas Palais Villafranca, Palerme, 2015.

## Production
La version originale, produite par Cassina jusqu'en 1960, a ensuite été fabriquée par Gavina. Aujourd'hui, cette chaise est l'objet de nombreuses ventes aux enchères internationales, et une réédition a été réalisée récemment en collaboration avec la Fondation Achille Castiglioni. Le siège, avec son dossier incurvé, a été conçu dès les années 1950 comme une solution innovante pour de nouvelles façons de s'asseoir.
Elle s'inspire d'une variante ultérieure de la chaise originale "La Lierna", la chaise "La Irma" (Zanotta, 1979) dans laquelle Achille Castiglioni conserve le même concept mais remplace le bois par un tube en acier. La chaise Lierna a également inspiré la "La Lara" de Giorgio Cattelan.

## Sujets externes
- Fiche technique sur le site web de Meritalia
- Histoire de la chaise sur le site web d' Achille Castiglioni
- Histoire de la lampe sur le site web de Pier Giacomo Castiglioni